# Dalhalla

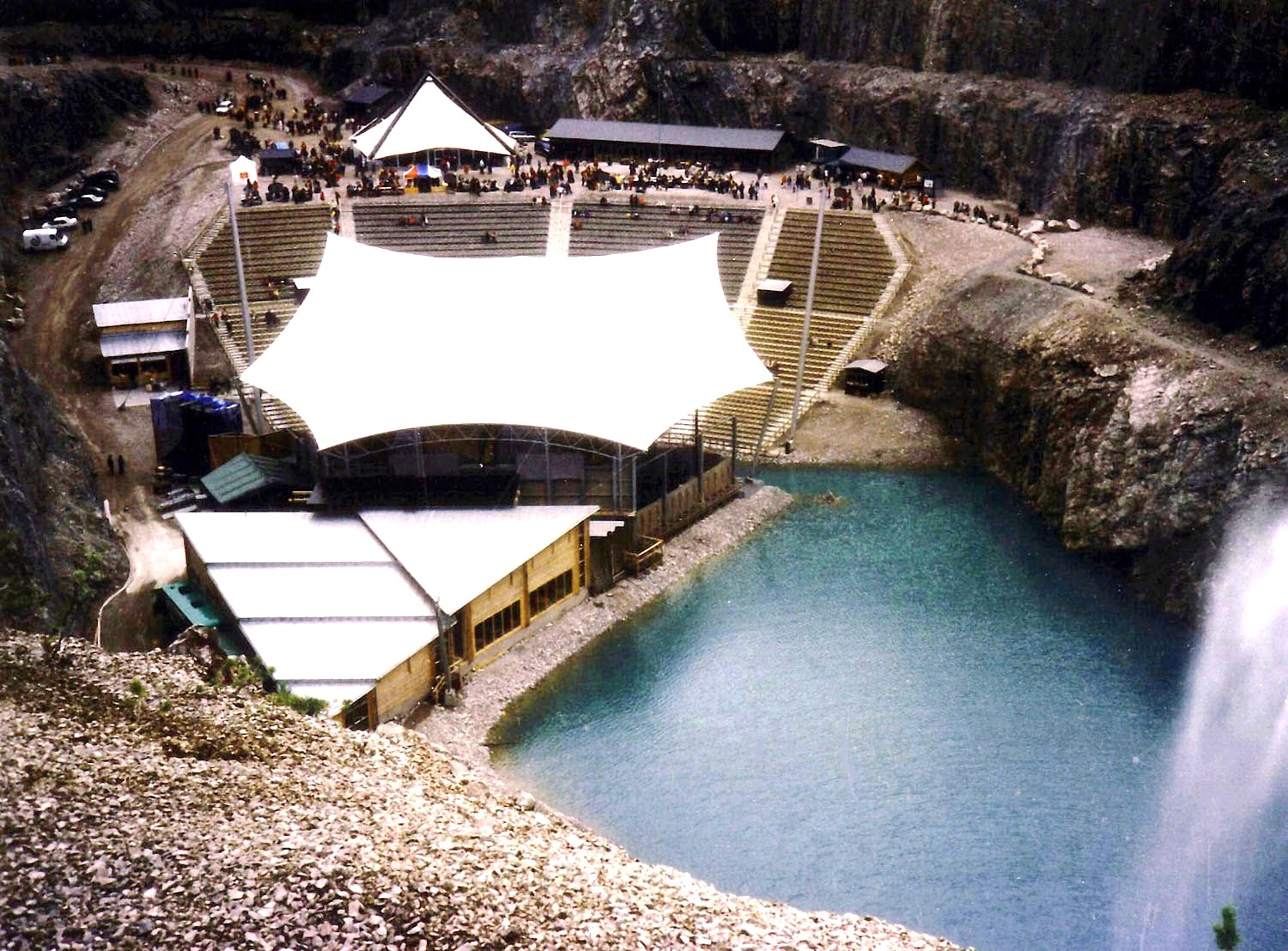
Dalhalla från ovan, september 2009.

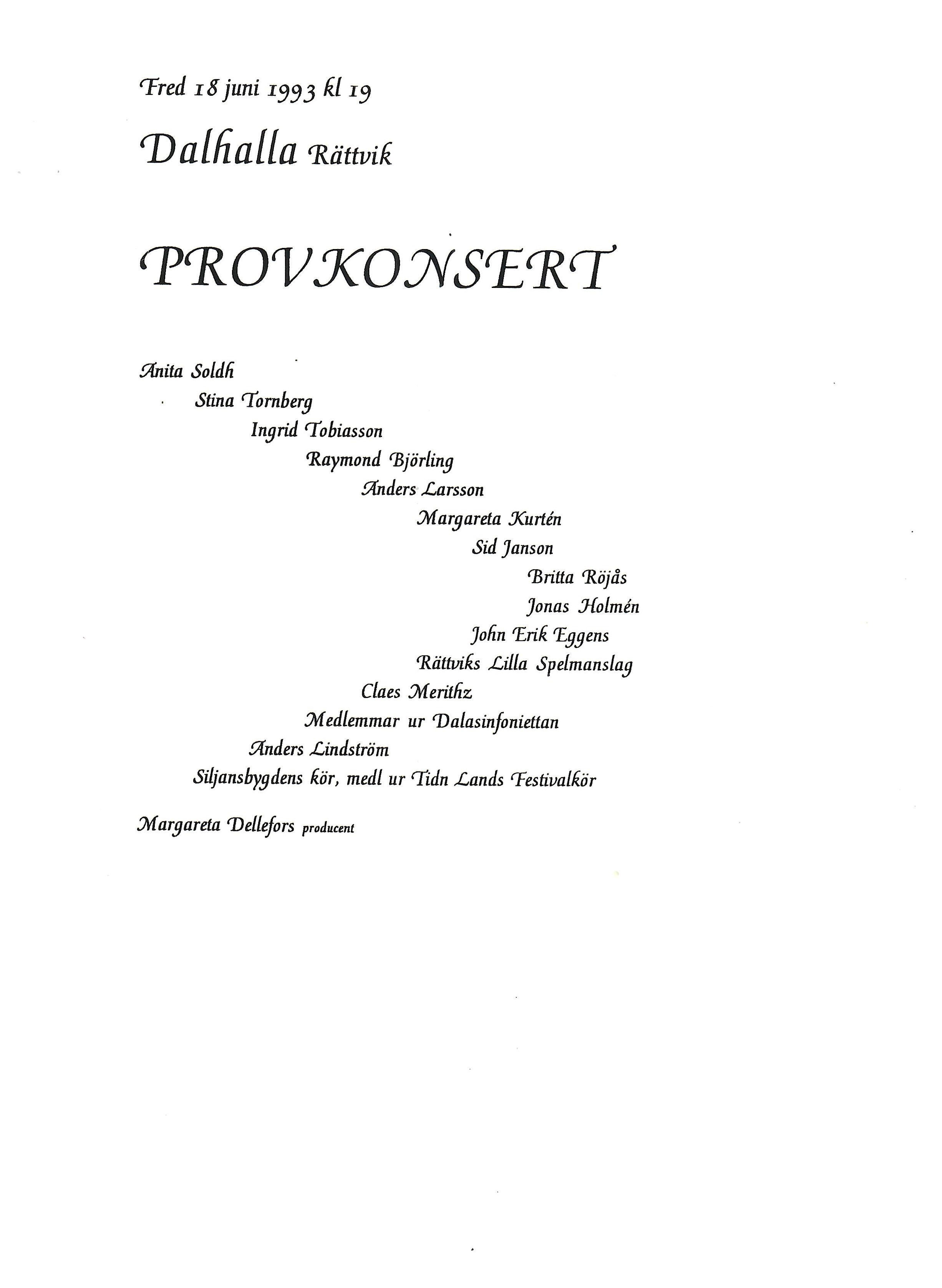
Första konserten på Dalhalla 1993

Dalhalla är en utomhusarena för teater-, konsert- och operauppföranden, invigd 1993 i det nedlagda kalkstensbrottet Draggängarna utanför Rättvik i Dalarna. Utomhusarenan har i dagsläget en publikkapacitet på omkring 6 000 åskådare.

## Historik
Dalhalla, som tidigare kallades för Draggängarna, är ett kalkbrott som ligger ca 8 km norr om Rättvik. Där har man sedan 1940-talet grävt och sprängt fram ett stort dagbrott, en grop med enorma proportioner. Brytningen lades ned 1990.
Tanken om en utomhusscen väcktes 1991 av den före detta operasångerskan Margareta Dellefors. Kalkbrottet utanför Rättvik valdes som plats då den uppvisade goda egenskaper. Till exempel var den delvis formad som en amfiteater och hade en mycket god akustik. Rättviks kommun och Dalarnas län beviljade stöd för iordningställande och i juni 1993 kunde en provkonsert inför massmedia uppföras med Birgit Nilsson närvarande och artister som Anita Soldh, Stina Tornberg, Ingrid Tobiasson, Raymond Björling,  Anders Larsson och dirigent Claes Merithz etc. 
Ett år senare, den 23 juli 1994, hölls den första riktiga premiärkonserten, och Birgit Nilsson, hedersordförande i Dalhallas vänner, sköt startskottet. År 1995 invigdes Dalhalla officiellt.
Med tiden uppstod dragkamp mellan olika viljeriktningar angående arenans verksamhet i en avvägning mellan finansiärernas önskningar om mer publikdragande, lättskötta evenemang kontra högklassiga, kostsamma operaproduktioner, vilket resulterade i att grundaren Margareta Dellefors 2003 tvangs avgå från verksamhetens ledning. Efterhand har det årliga utbudet svängt över till alltmer populärmusik och mer kommersiella evenemang med operaproduktionerna mer och mer marginaliserade, detta i strävan efter att undvika en nedläggning av hela verksamheten respektive alltför kostsamma anslag av allmänna medel.
Sedan 2012 drivs Dalhalla av bolaget Dalhalla Förvaltning AB, som hyr ut till Rättvik Event för det populärmusikaliskt inriktade utbudet, medan Föreningen Dalhall Opera under veckorna 32-33 bedriver den ursprungliga operaverksamheten.
För att bekosta omfattande renoveringsbehov gjordes i slutet av 2015 en nyemission av aktier i arenabolaget och Dalhalla Förvaltnings AB övergick i privat ägo.

## Namnval
Namnvalet som är en ombildning från asatrons Valhall är inspirerat av Richard Wagners operor, och har ombildats till "Dalhalla" i följd av platsens geografiska läge i Dalarna.

## Dalhallas akustik
Det visade sig att kalkbrottets dimensioner, 400 meter långt, 175 meter brett och 60 meter djupt gav en god akustisk spelplats. Dalhalla jämför själv arenan med de kända amfiteatrar i Grekland och Italien. Den goda akustiken beror inte bara på måtten. De skrovliga väggarna gör att man kan undvika ekon och får en mjuk ljudbild. Sittplatserna är utprovade för att ge bra ljud vilken plats man än har. Efterklangen och resonansen gör bland annat att man kunnat framföra operor utan elektronisk förstärkning.

## Dalhalla i siffror
I dagsläget har konsertarenan en kapacitet för cirka 6 000 åhörare. Publikrekordet för arenan sattes 12 och 13 juli 2023 då Kiss besökte Dalhalla och 6 156 personer besökte konserten den 12 juli. Aldrig någonsin har Dalhalla haft en publik på så många under en konsert, och aldrig någonsin har det kommit så många som 12 301 besökare två dagar i rad (konserten den 13 juli besöktes av 6 145 personer).

Kalkstensbrottet mäter 400x175x60 meter. Den österrikiska musikfestivaltidningen Magazin Festspiele har rankat Dalhalla som fjärde bästa utomhusarena i världen för musikevenemang.

## Uppsättningar
Bland ett flertal uppsättningar och konserter har följande satts upp i Dalhalla:

- Carmen, 1998 - Operaproduktion från GöteborgsOperan AB.
- Nibelungens ring - Richard Wagner
- Porgy och Bess - New York Harlem Theatre
- Arn - ett musikaliskt äventyr - (baserad på Jan Guillous trilogi om Arn)
- Rhapsody in Rock - Robert Wells m.ed flera
- Another Wall - Konserter med coverbandet P-Floyd
- Anthony and the Johnsons
- Arcade Fire
- Sigur Rós
- Trollflöjten, 2008 och 2009 (sågs av 16000 besökare)
- Kärleksdrycken, 2011
- Tom Jones, 2012
- Norah Jones, 2012
- Sting, 2013 och 2017
- Rhenguldet, 2013
- Patti Smith, 2013
- Melody Gardot, 2013
- Scorpions 2014
- Kraftwerk, 2014
- Robert Plant, 2014
- First Aid Kit, 2014 och 2018
- Turandot, 2015 med Nina Stemme i huvudrollen
- Roxette, 2015
- Neil Young,+ Promise of the real 2016
- Carmen, Opera med Pers-Anna Larsson i huvudrollen 2016, arrangör Föreningen Dalhalla Opera.
- ZZ Top, 2016 och 2024
- Sommaren 2015 och sommaren 2016 anordnades festivalen Into the Valley på Dalhalla.
- Björk, 2018

- Kiss, 2023

- Benjamin Ingrosso, 2023
- Watain, 2024
- Avenged Sevenfold, 2025
- Bryan Adams, 2025
- Judas Priest, 2025
- Sting, 2025

## Bildgalleri

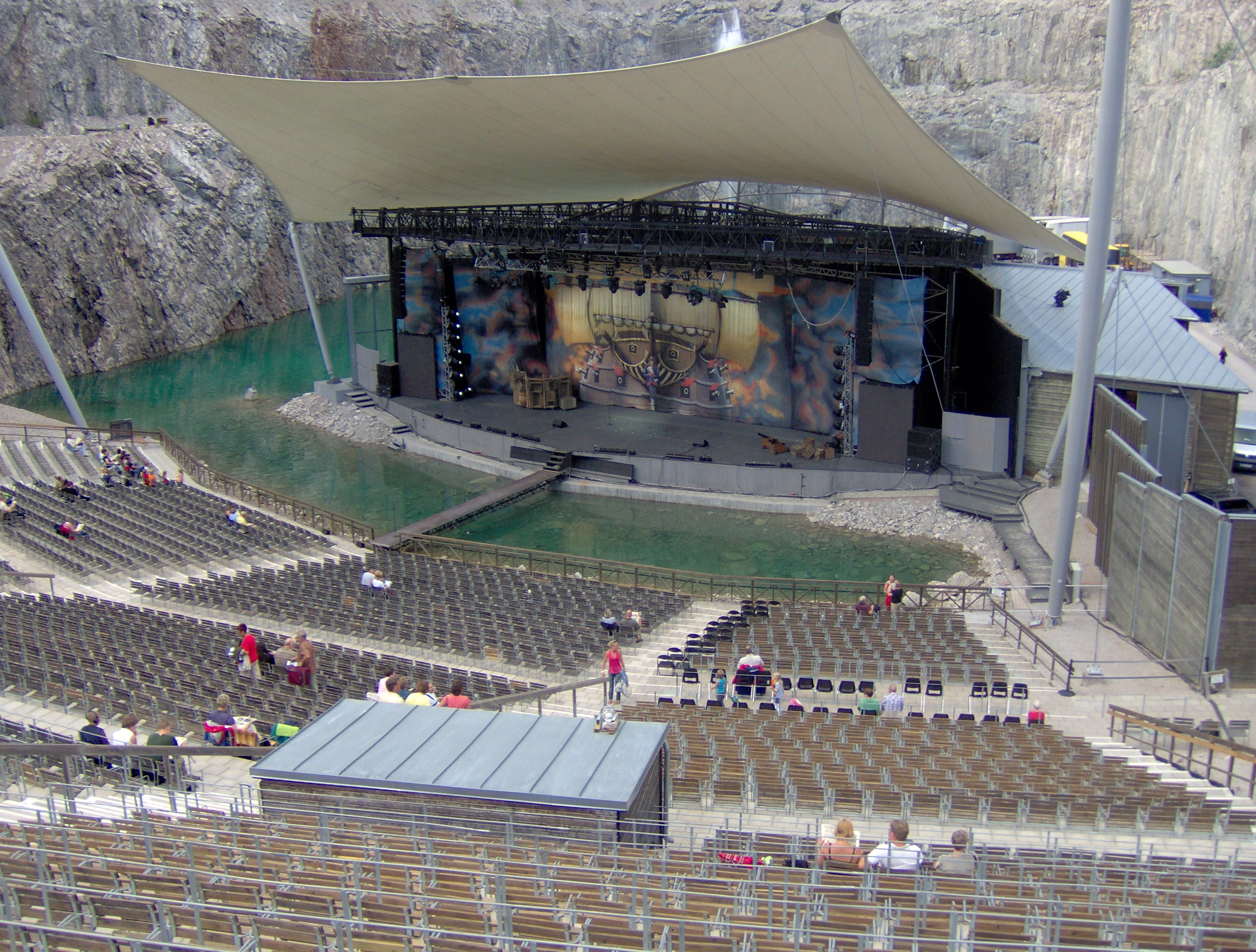
Dalhallas scen innan Rhapsody in Rock i juli 2007 med det gamla scentaket
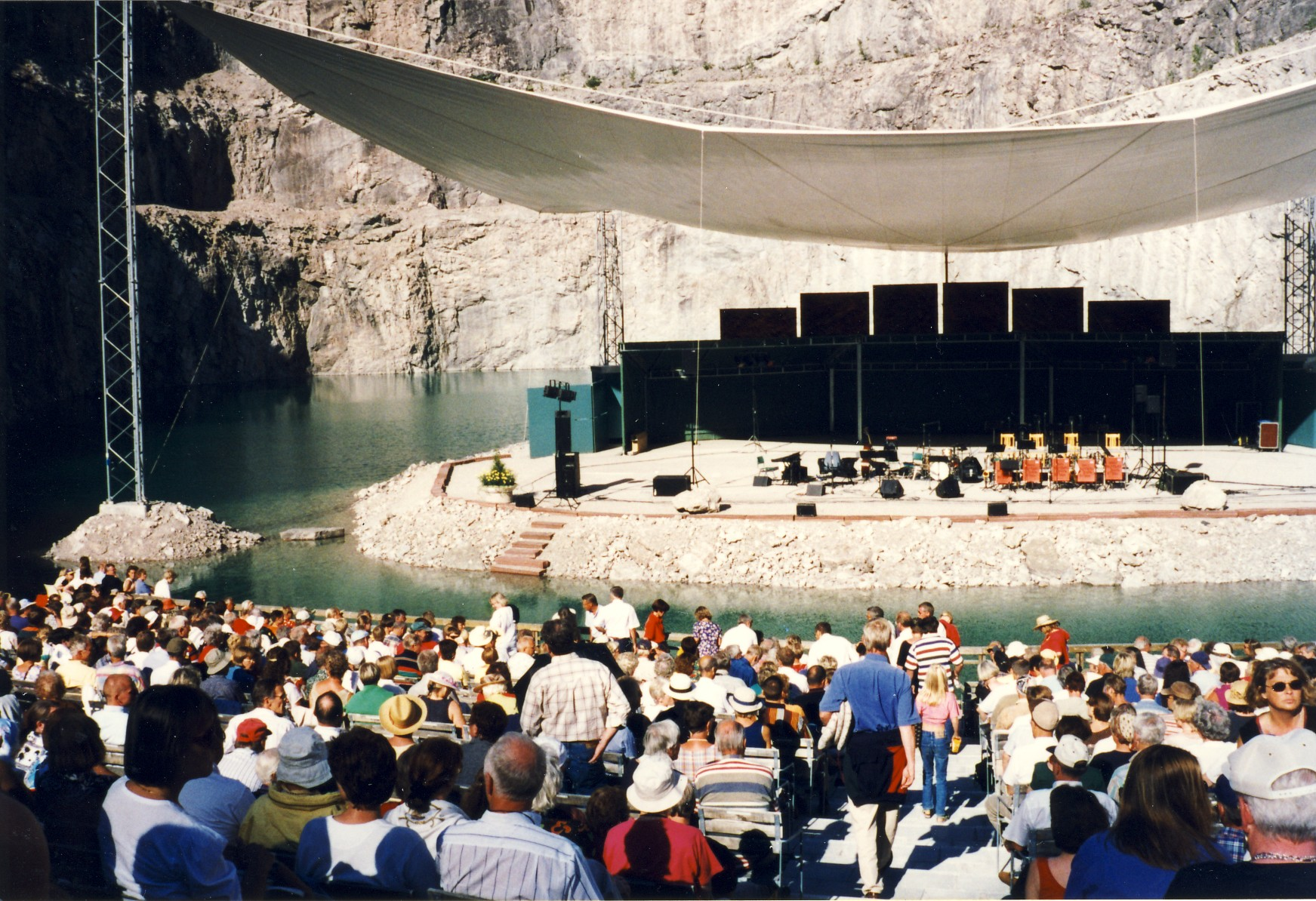
Scenen och publiken vid "Stora Stygga", 19 juli 1997.
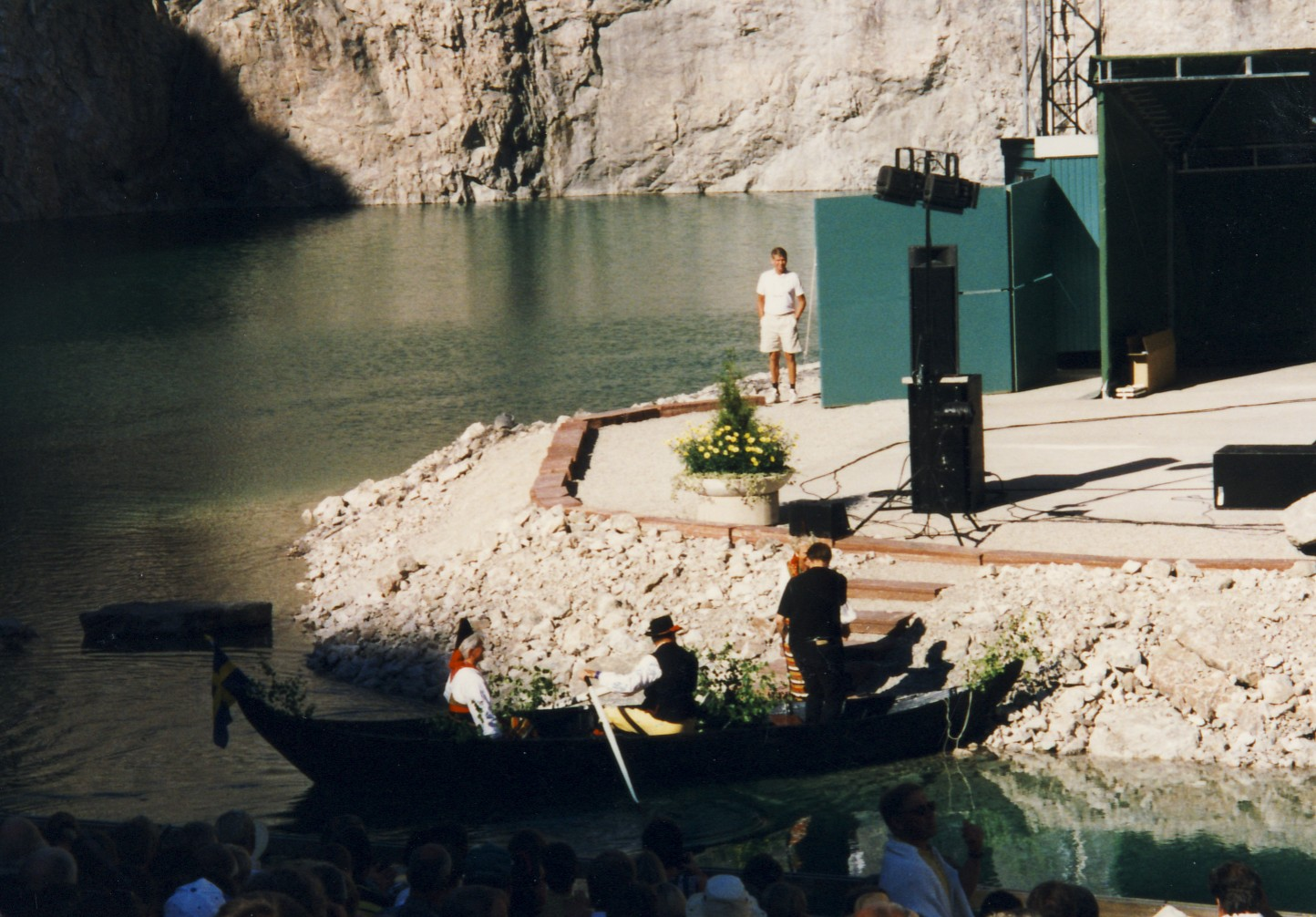
Kapellmästaren anländer i båt, 19 juli 1997.
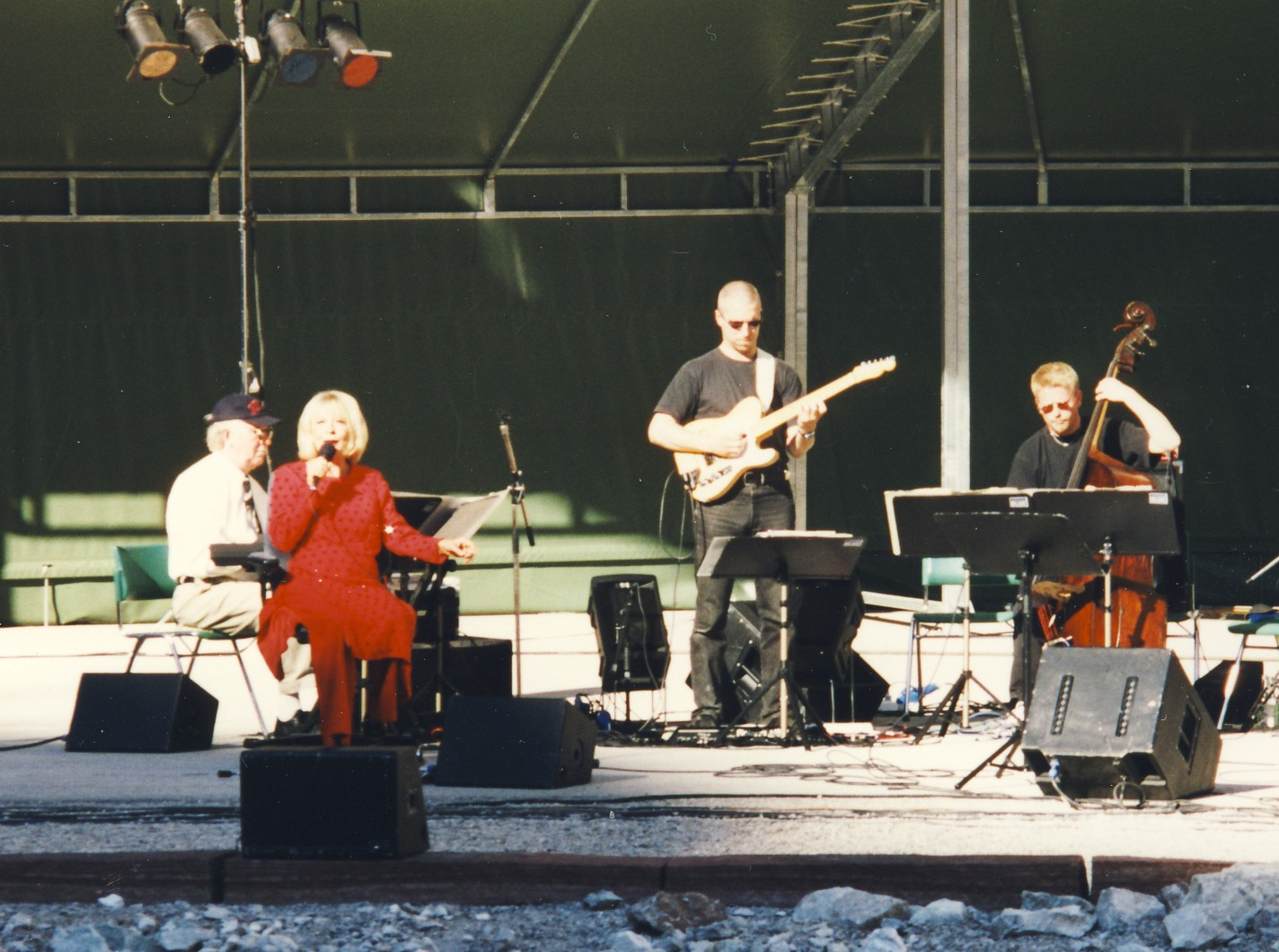
Monica Zetterlund på Dalhalla 19 juli 1997.